# Бьёрн, Динна
Динна Бьёрн Ларсен (дат. Dinna Bjørn Larsen; род. 14 февраля 1947, Копенгаген) — датская балерина; директор и главный хореограф Финского национального балета (2001—2008).

## Биография
Родилась 14 февраля 1947 года в Копенгагене, в Датском королевстве.
В 1964 году начала свою карьеру балерины на сцене Датского королевского балета.
С 1990 года работала в Осло директором и хореографом Норвежского балета, а с 1997 года консультантом художественного руководителя королевского балета в Копенгагене.
С 2001 по 2008 годы по четырёхлетнему контракту (с пролонгацией на два года) работала директором и главным хореографом Финского национального балета, поставив на сцене финского театра несколько новых балетных постановок. После окончания работы в Финляндии, вернулась в Данию, где сконцентрировалась на хореографической работе по сказкам Ханса Христиана Андерсена.
Является заместителем председателя международного конкурса балета в Хельсинки.

## Семья
- Отец — Нильс Ларсен[англ.] (1913—2003), артист балета и директор Датского королевского балета.
- Мать — Элви Хенриксен (Elvi Henriksen), музыкант